# Maybe Tomorrow
«Maybe Tomorrow» —en español: «Tal vez mañana»— es una canción del grupo británico Stereophonics de su álbum You Gotta Go There to Come Back. Fue utilizado como tema de apertura de la película Wicker Park (2004) y se suena durante los créditos al final de la premiada película Crash (2004). También fue utilizado en una temporada un episodio de One Tree Hill y apareció en la primera banda sonora de Charmed. Cuenta con más de un ambiente de jazz que algunas de sus otras canciones; esto y todo el álbum fue considerado un alejamiento del sonido de rock clásico del álbum anterior Just Enough Education to Perform. Esta canción alcanzó la posición segunda más alta de la banda hasta la fecha, alcanzando el puesto #3 en UK Singles Chart en julio de 2003.

## Lista de canciones
CD1
1. «Maybe Tomorrow»
2. «Have Wheels Will Travel»
3. «Change Changes Things»

CD2
1. «Maybe Tomorrow» – 4:32
2. «Madame Helga» – 3:54
3. «Royal Flush» (Mono Demo) – 3:29
4. «Maybe Tomorrow» (Video)

DVD
1. «Maybe Tomorrow»
2. «Video Section»
3. «The Making of Maybe Tomorrow»
4. «Photo Gallery»

## Posicionamiento en listas
| Listas (2003)         | Mejor posición |
| --------------------- | -------------- |
| UK Indie Chart        | 1              |
| UK Singles Chart      | 3              |
| Irish Singles Chart   | 8              |
| Dutch Singles Chart   | 32             |
| Italian Singles Chart | 43             |